# Двойная связь
Двойна́я связь — ковалентная связь двух атомов в молекуле посредством двух общих электронных пар. Строение двойной связи отражено в теории валентных связей. В этой теории считалось, что двойная связь образуется комбинацией сигма- и пи-связей.
На симпозиуме по теоретической органической химии (Лондон, сентябрь 1958 года) был представлен доклад Лайнуса Полинга о природе двойной связи; в нём был предложен новый путь описания двойной связи как комбинации двух одинаковых изогнутых связей.
Описание двойной и тройной связи с помощью представления об изогнутых связях объясняет некоторые из их свойств. Так, если кратные связи имеют вид дуг длиной 1,54 Å (длина простой связи углерод—углерод) и начальное направление их совпадает с тетраэдрическим, то их вычисленная длина оказывается равной 1,32 Å для двойной связи и 1,18 Å для тройной, что хорошо соответствует экспериментальным значениям 1,33 и 1,20 Å.
Дальнейшее развитие представлений об электростатическом отталкивании электронов предпринято в теории отталкивания электронных пар Роналда Гиллеспи.